# Сергеево (Тотемский район)
Сергеево — деревня в Тотемском районе Вологодской области.
Входит в состав Калининского сельского поселения (до 2015 года — в составе муниципального образования «Вожбальское»).
Расстояние до районного центра Тотьмы по автодороге — 45 км, до центра муниципального образования деревни Кудринская по прямой — 0,9 км. Ближайшие населённые пункты — Антушево, Гридинская, Кудринская, Лодыгино, Мишуково, Пахтусово, Шулево.

## Население
По переписи 2002 года население — 20 человек (8 мужчин, 12 женщин). Преобладающая национальность — русские (95 %).
| 2010 |
| ---- |
| 20   |